# 수성알파시티 청아람
수성알파시티 청아람은 대구광역시 수성구 고산2동에 있는 25층의 아파트이다. 수성알파시티 동화아이위시 건축 이후로 수성알파시티에서 두 번째로 2021년 6월에 완공할 예정이다.

## 같이 보기
- 수성알파시티 동화아이위시
- 대구광역시의 마천루 목록